# Полянский, Николай Иванович (1898—1980)
Николай Иванович Полянский (15 февраля 1898 года, с. Нагиши, Епифанский уезд, Тульская губерния — 18 октября 1980 года, Челябинск) — советский военный деятель, генерал-майор (22 февраля 1944 года).

## Начальная биография
Николай Иванович Полянский родился 15 февраля 1898 года в селе Нагиши ныне Скопинского района Рязанской области.

## Военная служба

### Гражданская война
5 июня 1918 года призван в ряды РККА и направлен бойцом в отряд ВЦИК, дислоцированный в Туле, а в сентябре назначен командиром отделения в составе этого же отряда. В составе 5-й армии отряд принимал участие в боевых действиях в районе Казани по подавлению мятежа Чехословацкого корпуса.
В январе 1919 года назначен на должность командира пулемётного взвода в составе Особой бригады имени ВЦИК (3-я армия, Восточный фронт) участвовал в боях против войск под командованием адмирала А. В. Колчака. 15 февраля 1920 года Н. И. Полянский в бою у села Селты был контужен и после излечения в апреле того же года назначен на должность начальника пулемётной команды в составе отдельного татарского батальона (17-й стрелковый полк, 6-я Приволжская бригада красных коммунаров), дислоцированного в городе Белебей (Уфимская губерния), а в конце июля — на ту же должность в составе 394-го пластунского стрелкового полка (44-я стрелковая дивизия, 12-я армия, Западный фронт), после чего принимал участие в ходе боевых действий в районе Владимира-Волынского и на реках Птичь, Случь и Тетерев во время Советско-польской войны, а также против вооружённых формирований под командованием Н. И. Махно и С. В. Петлюры на территории Украины.

### Межвоенное время
После окончания войны продолжил служить в составе 44-й стрелковой дивизии (12-я армия, Украинский военный округ) на должностях начальника пулемётной команды 394-го пластунского и 392-го Таращанского стрелковых полков, командира взвода, помощника начальника и начальника пулемётной команды 131-го Таращанского полка.
В августе 1924 года Н. И. Полянский направлен на учёбу в Киевскую объединённую школу командиров, после окончания которого в августе 1926 года направлен в 171-й стрелковый полк (57-я стрелковая дивизия, Приволжский военный округ), в составе которого служил на должностях помощника командира и командира роты, командира батальона, помощника начальника штаба полка.
В сентябре 1931 года назначен на должность помощника начальника штаба 246-го стрелкового полка (82-я стрелковая дивизия, Уральский военный округ). В феврале 1936 года направлен на учёбу на курсы «Выстрел», после окончания которых в июле того же года вернулся в 246-й стрелковый полк, в составе которого служил на должностях командира батальона и начальника штаба полка.
В июле 1938 года назначен на должность командира 96-го стрелкового полка (32-я стрелковая дивизия, 1-я Краснознамённая армия, Дальневосточный фронт), находясь на которой, участвовал в боевых действиях в районе озера Хасан. Накануне войны дивизия входила в состав 39-го стрелкового корпуса, 25-я армия, Дальневосточный фронт).

### Великая Отечественная война
С началом войны полковник Н. И. Полянский находился на прежней должности. В начале сентября 32-я стрелковая дивизия с Дальнего Востока была передислоцирована в район Волхова, где включена в состав 4-й армии, однако в октябре была переброшена под Москву, где после включения в состав 5-й армии Н. И. Полянский принимал участие в оборонительных боевых действиях на Бородинском поле у Можайска.
18 декабря 1941 года назначен на должность начальника штаба 336-й стрелковой дивизии, однако 21 декабря был ранен и контужен, после чего лечился в московском госпитале. После выздоровления 8 февраля 1942 года назначен на должность офицера связи Генштаба Красной армии при 4-й ударной армии (Калининский фронт). 17 декабря в районе Великих Лук Н. И. Полянский вновь был тяжело ранен, после чего лечился в госпиталях.
В апреле 1943 года медкомиссией был признан «ограниченно годным к военной службе», после чего назначен на должность командира 35-й запасной стрелковой бригады (Забайкальский фронт), а в июле того же года — на должность командира 292-й стрелковой дивизии (2-й стрелковый корпус, 36-я армия, Забайкальский фронт) и выполняла задачи по прикрытию советской государственной границы в Забайкалье.
В августе — сентябре 1945 года 292-я стрелковая дивизия под командованием генерал-майора Н. И. Полянского принимала участие в ходе Советско-японской войны, во время которой 9 августа форсировала реку Аргунь, преодолела горы Хайрхан и взяла ст. Якэши, после чего участвовала в овладении главными перевалами Большого Хингана и станцией Бухэду.

### Послевоенная карьера
После окончания войны находился на прежней должности.
С ноября 1945 года состоял в резерве Военного совета Забайкальско-Амурского военного округа и в январе 1946 года назначен командиром 279-й стрелковой дивизии (Уральский военный округ).
Генерал-майор Николай Иванович Полянский в августе 1946 года вышел в отставку по болезни. Умер 18 октября 1980 года в Челябинске. Похоронен на Успенское кладбище города.

## Награды
- Орден Ленина;
- Орден Красного Знамени;
- Орден Красной Звезды;
- Медали.